# Marc de Haas
Marc de Haas (Leiden, 2 juli 1866 - Eindhoven, 13 oktober 1951) was een Nederlands natuurkundige, hoogleraar aan de Technische Hogeschool in Delft, en rector magnificus in het jaar 1919-1920.

## Levensloop
Marc de Haas, zoon van Pieter de Haas en Cornelia Magdalena Japikse, werd geboren in Leiden, waar zijn vader werkte als ambtenaar bij de gemeente. Na afronding van de Hogereburgerschool in 1887, studeerde hij wiskunde en natuurkunde aan de Universiteit van Leiden bij Heike Kamerlingh Onnes en Hendrik Lorentz. Hij promoveerde in 1894 onder Kamerlingh Onnes op het proefschrift "Metingen in absolute maat van wrijvingscoëfficiënten van vloeistoffen tusschen het kookpunt en den kritischen toestand."
De Haas besloot in de voetsporen te treden van Kamerlingh Onnes, Lorentz en Paul Ehrenfest en werd docent en onderzoeker op het gebied van koeltechniek. In het laatste jaar in Leiden was hij begonnen te werken als assistent van Lorentz. Na zijn promotie was hij twee jaar leraar natuurkunde aan de HBS in Zierikzee. In 1897 werd hij benoemd tot lector aan de Polytechnische School te Delft, waar hij in 1904 werd gepromoveerd tot hoogleraar in de toegepaste natuurkunde. In het jaar 1919-1920 diende hij hier ook als rector magnificus.
Naast zijn werk in Delft was De Haas jarenlang bestuurslid en voorzitter van de Nederlandse Vereniging voor Koeltechniek, tegenwoordig NVKL. Hij was ook bestuurslid bij het gerenommeerde Institut international du froid, en was voorzitter van het organisatiecomité van het VIIe Congres International du Froid; Hollande, in juni 1936 in Den Haag. Ter ere van zijn werk had de Nederlandse Vereniging voor Koeltechniek hem benoemd tot erevoorzitter.

## Publicaties
- Metingen in absolute maat van wrijvingscoëfficiënten van vloeistoffen tusschen het kookpunt en den kritischen toestand, Proefschrift, 1894.
- De natuurkunde en de techniek, Rede Polytechnische School te Delft, 1897.
- De opening van het laboratorium voor technische physica te Delft, Rede Technische Hogeschool te Delft, 's-Gravenhage, 1931.